# 贾尔马格希县

所在位置

贾尔马格希县，巴基斯坦俾路支省中部的一个县。总人口275,000(2009年估计值)，其中97%信仰伊斯兰教，其余信仰印度教、锡克教等。县名得名于马格希部落及其所在地贾尔镇。县治位于贾尔马格希。

## 行政区划
贾尔马格希县分为2个乡。